# Björngylet
Björngylet är en sjö i Karlshamns kommun i Blekinge och ingår i Mörrumsåns huvudavrinningsområde. Sjön är 4,6 meter djup, har en yta på 0,0162 kvadratkilometer och är belägen 15 meter över havet.